# Mosaic MSC
Mosaic MSC es una banda de música de adoración contemporánea de la iglesia Mosaic en Los Ángeles, California. La banda está dirigida por la pastora de adoración Mariah McManus. La banda ha lanzado tres álbumes en vivo y tres EPs.

## Historia
Mosaic MSC grabó su primer álbum de adoración, MSC (Live from LA) el 24 de mayo de 2014 en el histórico Wiltern Theatre. Después de su lanzamiento en 2015, alcanzó el puesto 21 en la lista de álbumes cristianos. Mosaic MSC tiene varios singles en las listas de éxitos. La canción "Nvr Stp" alcanzó el puesto 49 en Billboard Hot Christian Songs en 2015 y su canción "Tremble" alcanzó el puesto 19 en la lista en marzo de 2018.
Su segundo álbum Glory & Wonder alcanzó el puesto 16 en 2016.

## Discografía

### Álbumes
| Título             | Detalles de álbum | Posiciones máximas del gráfico | Posiciones máximas del gráfico |
| Título             | Detalles de álbum | USChrist.Top Christian Albums  | USHeat.Top Christian Albums    |
| ------------------ | --- | ------------------------------ | ------------------------------ |
| MSC (Live from LA) | - Lanzamiento: 21 de abril de 2015 - Discográfica: Mosaic MSC - Formato: CD, descarga digital, streaming                   | 21                             | 10                             |
| Glory & Wonder     | - Lanzamiento: 16 de septiembre de 2016 - Discográfica: Provident Label Group - Formato: CD, descarga digital, streaming   | 16                             | 11                             |
| Human              | - Lanzamiento: 15 de mayo de 2020 - Discográfica: Capitol Christian Music Group - Formato: CD, descarga digital, streaming | 45                             | —                              |
| Ser Humano         | - Lanzamiento: 28 de mayo de 2021 - Discográfica: Capitol Christian Music Group - Formato: CD, descarga digital, streaming | —                              | —                              |

### EPs
| Título  | EP Detalles | Posiciones máximas del gráfico | Posiciones máximas del gráfico |
| Título  | EP Detalles | USChrist.Top Christian Albums  | USHeat.Top Christian Albums    |
| ------- | --- | ------------------------------ | ------------------------------ |
| Unknown | - Lanzamiento: 29 de septiembre de 2017 - Discográfica: Provident Label Group - Formato: CD, descarga digital, streaming                       | —                              | —                              |
| Tiembla | - Primer EP en español - Lanzamiento: 24 de noviembre de 2017 - Discográfica: Provident - Label Group Formato: CD, descarga digital, streaming | —                              | —                              |
| Heaven  | - Lanzamiento: 14 de septiembre de 2018 - Discográfica: Provident Label Group - Formato: CD, descarga digital, streaming                       | 32                             | 21                             |

### Sencillos
| Año  | Sencillos              | Posiciones máximas | Posiciones máximas | Posiciones máximas | Posiciones máximas  | Álbum                   | Certificaciones |
| Año  | Sencillos              | USChrist. Songs    | USChrist.          | USChrist. Digital  | USChrist. Streaming | Álbum                   | Certificaciones |
| ---- | ---------------------- | ------------------ | ------------------ | ------------------ | ------------------- | ----------------------- | --------------- |
| 2015 | "Nvr Stp"              | 49                 | —                  | —                  | —                   | MSC (Live in LA)        |                 |
| 2016 | "Glory & Wonder"       | —                  | —                  | —                  | —                   | Glory & Wonder          |                 |
| 2016 | "Heartbeat"            | —                  | —                  | —                  | —                   | Glory & Wonder          |                 |
| 2016 | "Heartbeat"            | —                  | 36                 | —                  | —                   | Glory & Wonder          |                 |
| 2016 | "Splendor of the Son"  | —                  | —                  | —                  | —                   | solo sencillo, no álbum |                 |
| 2017 | "Tremble"              | 19                 | 20                 | 11                 | 23                  | Glory & Wonder          | - RIAA: Gold    |
| 2018 | "Miracle"              | —                  | —                  | —                  | —                   | solo sencillo, no álbum |                 |
| 2018 | "Maker of the Heavens" | —                  | —                  | —                  | —                   | Heaven EP               |                 |
| 2018 | "Never Let Me Down"    | —                  | —                  | —                  | —                   | Heaven EP               |                 |
| 2019 | "Eyes on You"          | —                  | —                  | —                  | —                   | Heaven EP               |                 |
| 2020 | "Fountain (I Am Good)" | —                  | —                  | —                  | —                   | Human                   |                 |

## Premios

### GMA Dove Awards
| Year | Nominee / work | Award                                | Result   |
| ---- | -------------- | ------------------------------------ | -------- |
| 2018 | "Tremble"      | Canción de adoración del año         | Nominado |
| 2018 | Mosaic MSC     | Nuevo Artista del año                | Nominado |
| 2018 | "Tremble"      | Canción grabada de adoración del año | Nominado |